# ليو شيشي
ليو شيشي هي ممثلة صينية ولدت في 10 مارس 1987.

## وصلات خارجية
- ليو شيشي على موقع IMDb (الإنجليزية)
- ليو شيشي على موقع ميوزك برينز (الإنجليزية)
- ليو شيشي على موقع قاعدة بيانات الفيلم (الإنجليزية)